# Peter de Weerth (Kommerzienrat)

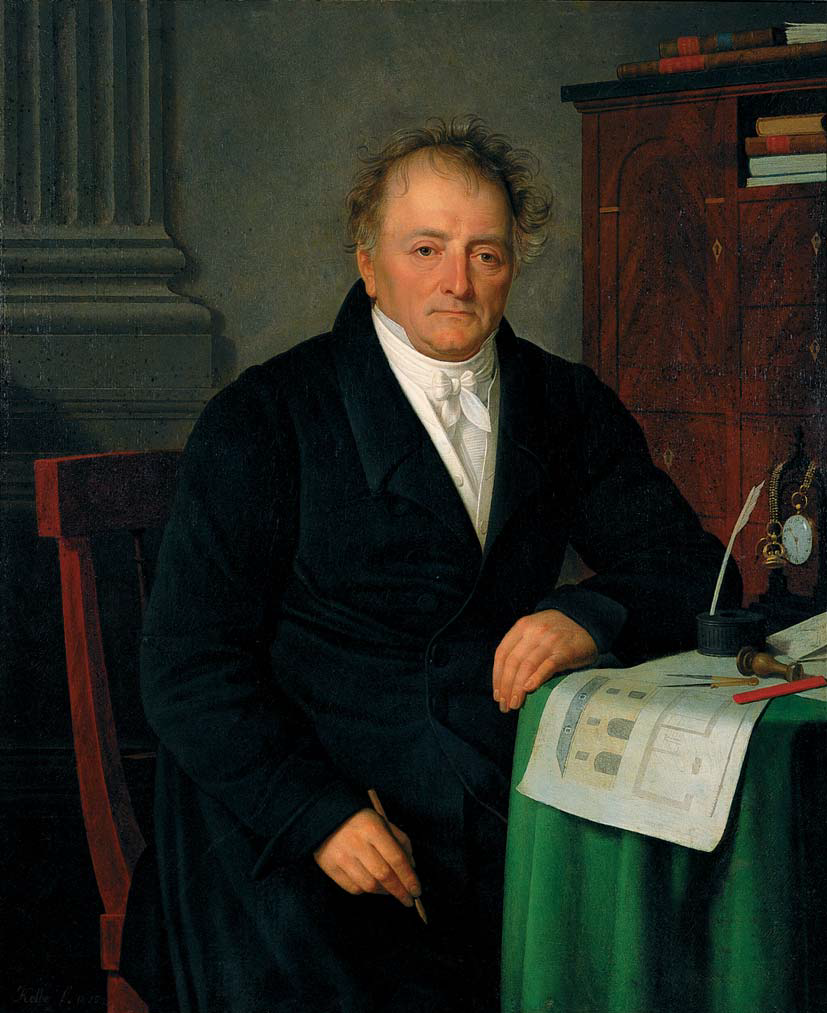
Heinrich Christoph Kolbe: Peter de Weerth, 1825

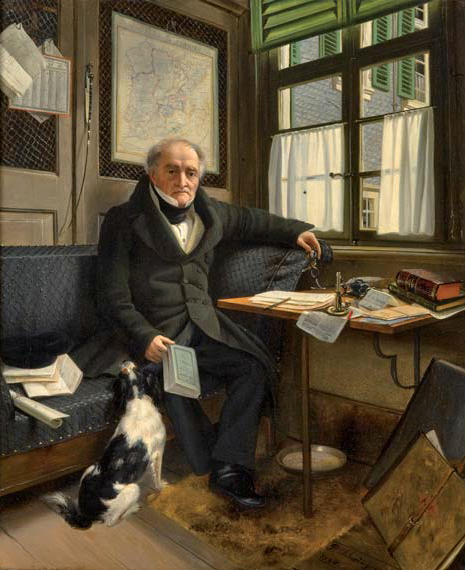
Peter Schwingen: Peter de Weerth, 1838

Peter de Weerth (* 29. Dezember 1767 in Elberfeld (heute Stadtteil von Wuppertal); † 8. August 1855 ebenda) war kurfürstlich pfälzischer Kommerzienrat, Kaufmann und Großgrundbesitzer.

## Leben
Peter de Weerth war der Sohn des Elberfelder Bürgermeisters Werner de Weerth (1741–1799) und dessen Frau Johanna Charlotta von Carnap (1744–1768), die drei Tage nach der Geburt ihres einzigen Sohnes starb. Sein Großvater Peter de Weerth (1694–1763) war ebenfalls Bürgermeister in Elberfeld. De Weerth heiratete 1796 Elisabeth Gertrud Wülfing (1774–1829), die Tochter des Elberfelder Bürgermeisters Johann Jakob Wülfing.

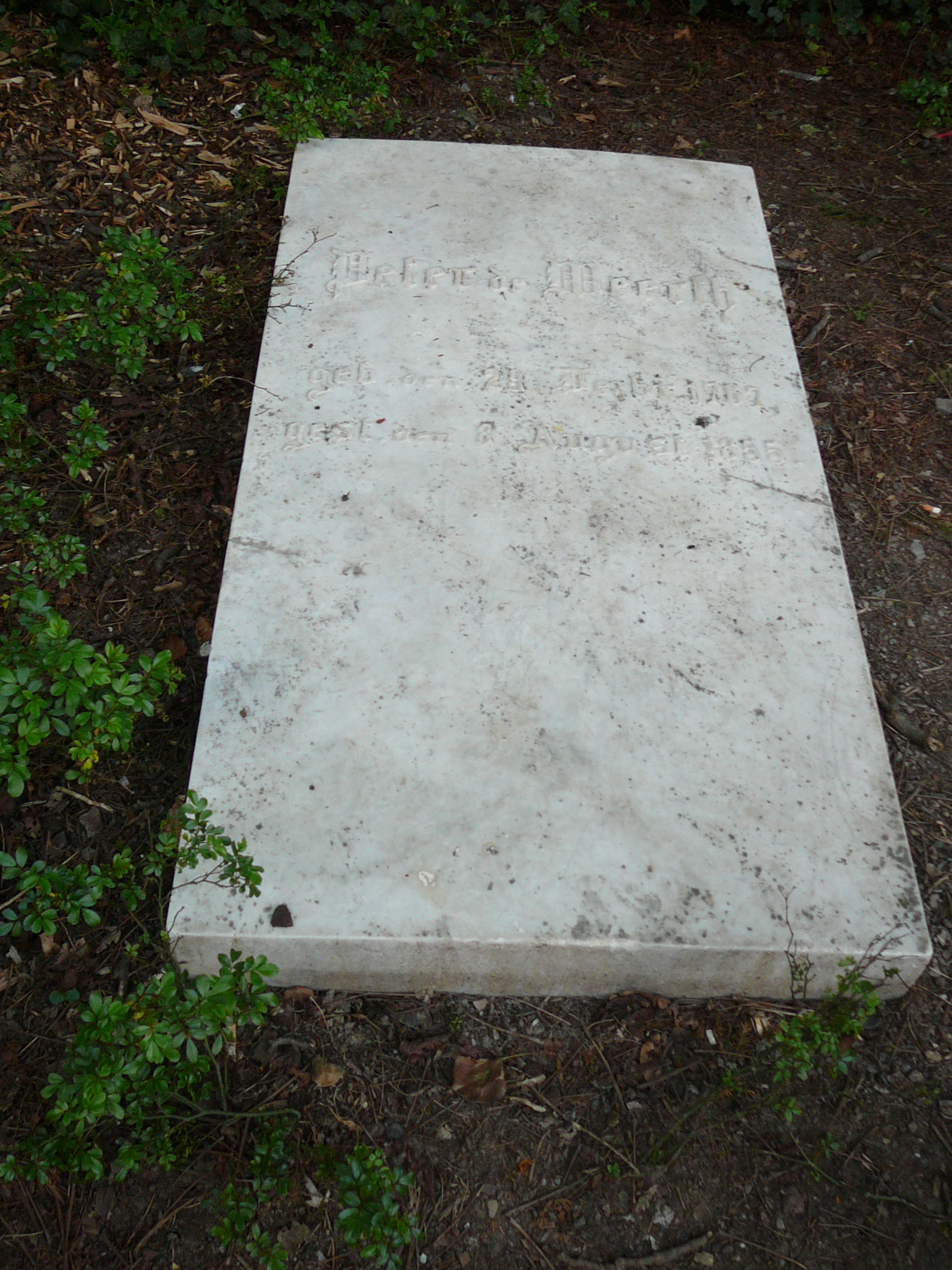
Grabstein Peter de Weerth

De Weerth, der als der reichste Kaufmann in Elberfeld galt, wurde 1798 erstmals Ratsverwandter in Elberfeld. In den Jahren 1803 und 1805 wurde er es erneut. In den Jahren 1799 und 1803 wurde er zwar zum Bürgermeister vorgeschlagen, aber nicht gewählt. Er war Eigentümer des Rittergutes Varresbeck und der Insel Hombroich und vieler weiterer Besitztümer, vor allem am Niederrhein. Wegen seiner Verdienste um das Gemeinwohl wurde ihm der Titel kurfürstlich pfälzischer Kommerzienrat verliehen.
1802 wurde von ihm der Lustgarten am Brill, heute Deweerth’scher Garten angelegt.